# Истрийская гончая
Истрийская гончая (хорв. istarski kratkodlaki gonič) — порода охотничьих собак.
Имеется в двух разновидностях: короткошёрстной (хорв. istarski kratkodlaki gonič) и жесткошёрстной (хорв. Istarski oštrodlaki gonič).

## История
Сформировалась в регионе Хорватии, Истрии и Далмации от финикийских борзых, скрещивавшихся с европейскими гончими.

## Внешний вид
В породе представлены две разновидности: короткошёрстная средняя гончая (высота в холке 47-53 см) и чуть более крупная жесткошёрстная (48-54 см в холке).
Собака крепкого, пропорционального сложения, чуть удлинённого формата. Морда длинная, губы сухие. Уши висячие, небольшие, высоко посаженные. Хвост типичной для гончих формы.
Короткая шерсть тонкая и гладкая, жёсткая — длиной 5-8 см, с развитым подшёрстком. Окрас белый, с рыже-жёлтыми пятнами на голове около ушей.

## Темперамент и использование
Гончие энергичные, напористые. Ценятся за умение работать по кровяному следу. Обладает редким низким звучным голосом.
Благодаря эффектной внешности, популярна как выставочная собака. Может использоваться как компаньон.